# Colaboracionismo

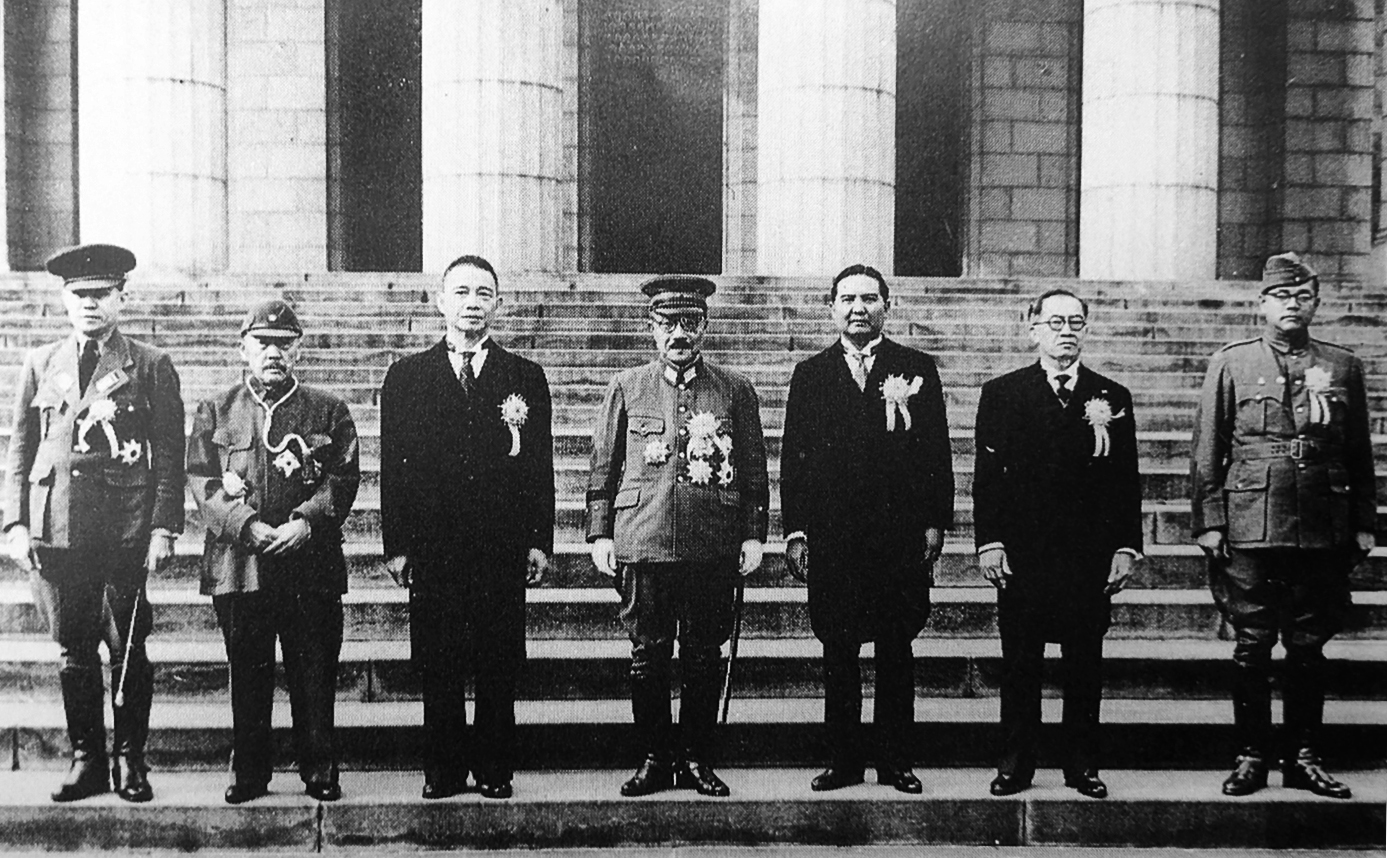
Conferencia de la Gran Asia Oriental (1943). La Conferencia abordó pocos temas de importancia, puesto que desde el principio estuvo destinada a ser un mero instrumento propagandístico, para ilustrar así los compromisos panasiáticos del Imperio japonés y destacar su papel como el "libertador" de Asia respecto del colonialismo occidental.

La palabra colaboracionismo deriva del francés collaborationniste, término atribuido a todo aquello que tiende a auxiliar o cooperar con el invasor. Entendida como forma de traición, se refiere a la cooperación del gobierno y de los ciudadanos de un país con las fuerzas de ocupación enemiga. La actitud opuesta al colaboracionismo –la lucha contra el invasor– es representada históricamente por los movimientos de resistencia.
Los "colaboracionistas" suelen serlo por diferentes motivos: por afinidad ideológica, por simpatía por el enemigo, o por coincidencia en los objetivos, aunque también pueden serlo por coacción o incluso por miedo. En otros casos, los colaboracionistas esperan obtener ganancias, enriquecimiento o favores del enemigo. El historiador español Miguel Artola, en su estudio sobre los afrancesados a los que identifica con los «colaboracionistas», ha definido a estos últimos como «las gentes que por diversos motivos consideran un deber unirse al invasor para ver de salvar lo que se pueda de la nación, e incluso en algunos casos para medrar personalmente».

## Historia
El término fue introducido durante la Francia de Vichy (1940-1944) en la Francia ocupada, por el propio mariscal Pétain que, en un discurso radiofónico pronunciado el 30 de octubre de 1940, exhortó a los franceses a colaborar con el invasor nazi. Posteriormente la palabra pasó a designar la actitud de gobiernos de países europeos que apoyaron la ocupación nazi durante la Segunda Guerra Mundial. 
Otros ejemplos de colaboracionismo ocurrieron en mayor o menor grado en Bélgica, Países Bajos, Grecia, Croacia, Eslovaquia, Hungría y Noruega, donde Vidkun Quisling encabezó un gobierno afín a la Alemania nazi. Precisamente, el término Quisling se convirtió en varios idiomas en sinónimo de colaboracionista. También hubo colaboracionismo durante la Segunda Guerra Mundial en los territorios soviéticos, donde nacionalistas bálticos y ucranianos colaboraron con las tropas de Adolf Hitler. En Filipinas, el Kapisanan ng Paglilingkod sa Bagong Pilipinas (en español: Organización al Servicio de las Nuevas Filipinas), conocido por las siglas KALIBAPI, fue concebido como partido único o partido de Estado durante la ocupación japonesa de Filipinas.